# Косовско-северомакедонские отношения
Косовско-северомакедонские отношения — двусторонние дипломатические отношения между частично признанным государством Республикой Косово и Северной Македонией. Протяжённость государственной границы между странами составляет 160 км.

## История
В 1999 году во время Косовской войны бывшая югославская Республика Македония приняла у себя 300 000 беженцев из мятежной провинции Союзной Республики Югославия. 17 февраля 2008 года произошло одностороннее провозглашение независимости Республики Косово от Сербии. 9 октября 2008 года Республика Македония признала независимость Республики Косово. 18 октября 2009 года Республика Косово и Республика Македония установили официальные дипломатические отношения. 11 ноября 2009 года был назначен посол Республики Македония в Приштине.
В начале сентября 2013 года между государствами разразилась торговая война: Республика Косово ввела торговое эмбарго на поставку пищевых продуктов из Республики Македония в ответ на введение  1 июля 2013 года македонскими властями пошлин в отношении косовской пшеницы и муки. Затем, Республика Косово ввела полный запрет на поставку товаров из Республики Македония. 11 сентября 2013 года Скопье в качестве ответной меры ввел обязательный платеж для граждан Республики Косово желающих пересечь границу с Республикой Македония: 2 евро с человека, 5 евро с легкового автомобиля, 10 евро с грузовика и автобуса. 15 сентября 2013 года государства пришли к решению закончить торговую войну и возобновить добрососедские отношения.
25 октября 2017 года министр иностранных дел Республики Косово Бехджет Пацолли совершил официальный визит в Скопье, где провел переговоры со своим македонским коллегой Николлой Димитровым. Оба политика обсудили текущие отношения между странами и пришли к соглашению развивать торговые и политические контакты.

## Торговые отношения
В 2012 году объём товарооборота между странами составил сумму 317 млн. евро. Экспорт Республики Македония в Республику Косово: нефть, цемент, медикаменты, сталь, напитки, овощи и фрукты.